# Pattinaggio di figura ai IV Giochi olimpici giovanili invernali
Le gare di pattinaggio di figura dei IV Giochi olimpici giovanili invernali si sono svolte all'Arena del ghiaccio di Gangneung dal 27 gennaio al 1 febbraio 2024.

## Podi
| Evento               | Oro                                                         | Punteggio | Argento                                                                                | Punteggio | Bronzo                                                                           | Punteggio |
| Singolo maschile     | Kim Hyun-gyeom                                              | 216,73    | Adam Hagara                                                                            | 216,23    | Li Yanhao                                                                        | 208,84    |
| Singolo femminile    | Mao Shimada                                                 | 169,99    | Shin Ji-a                                                                              | 191,83    | Yo Takagi                                                                        | 183,20    |
| Coppie               | Canada Annika Behnke Kole Sauve                             | 113,63    | Stati Uniti Cayla Smith Jared McPike                                                   | 98,00     | Spagna Carolina Campillo Pau Vilella                                             | 94,03     |
| Danza sul ghiaccio   | Francia Ambre Perrier Gianesini Samuel Blanc Klaperman      | 155,35    | Stati Uniti Olivia Ilin Dylan Cain                                                     | 142,38    | Gran Bretagna Ashlie Slatter Atl Ongay-Perez                                     | 140,16    |
| Gara a squadre miste | Corea del Sud Kim Hyun-gyeom Shin Ji-a Kim Jin-ny Lee Na-mu | 13        | Stati Uniti Jacob Sanchez Sherry Zhang Cayla Smith Jared McPike Olivia Ilin Dylan Cain | 12        | Canada David Li Kaiya Ruiter Annika Behnke Kole Sauve Audra Gans Michael Boutsan | 9         |